# Marcin Krzyżanowski (szachista)
Marcin Krzyżanowski (ur. 11 stycznia 1994 w Rybniku) – polski szachista, arcymistrz od 2020.

## Kariera szachowa
Wielokrotnie startował w finałach mistrzostw Polski juniorów w różnych kategoriach wiekowych, zdobywając 7 medali: dwa złote (Szczawno-Zdrój 2008 – MP do 14 lat, Karpacz 2010 – MP do 16 lat), srebrny (Kołobrzeg 2004 – MP do 10 lat) oraz cztery brązowe (Kołobrzeg 2006 – MP do 12 lat, Turawa 2007 – MP do 14 lat, Chotowa 2009 – MP do 16 lat, Solina 2012 – MP do 18 lat). Jest również dwukrotnym medalistą drużynowych mistrzostw Polski: złotym (Ustroń 2010 – w barwach KS Polonia Trade Trans Warszawa) oraz brązowym (Gorzów Wielkopolski 2008 – w barwach MKSz Rybnik).
Kilkukrotnie reprezentował barwy Polski na mistrzostwach świata i Europy juniorów, najlepszy wynik osiągając w 2010 r. w Porto Carras, gdzie zajął VII m. w mistrzostwach świata do 16 lat. Trzykrotnie wypełnił normy na tytuł mistrza międzynarodowego, na turniejach w Frýdku-Místku (2009, dz. I m. wspólnie z Peterem Petranem), Rybniku (2009, turniej PREFROW CUP, dz. I m. wspólnie z Mateuszem Bobulą) oraz Cappelle-la-Grande (2010), jednakże tytuł ten otrzymał w 2014 r., po spełnieniu warunku rankingowego. W 2012 r. zdobył w Pardubicach złoty medal drużynowych mistrzostw Europy do 18 lat. W 2013 r. zajął II m. (za Wołodymyrem Małaniukiem) w Zakopanem oraz zwyciężył w Rybniku. W 2014 r. zajął I m. w memoriale Romana Bąka w Chorzowie oraz w turnieju open w Pszczynie. W 2015 r. zwyciężył w turniejach open, rozegranych w  Rybniku oraz Jastrzębiej Górze.
Najwyższy ranking w dotychczasowej karierze – 2535 punktów – osiągnął 1 kwietnia 2022 r..